# Parti de la Constitution (Égypte)
Pour les articles homonymes, voir Parti de la Constitution.
 (septembre 2012).
Si vous disposez d'ouvrages ou d'articles de référence ou si vous connaissez des sites web de qualité traitant du thème abordé ici, merci de compléter l'article en donnant les références utiles à sa vérifiabilité et en les liant à la section « Notes et références ».

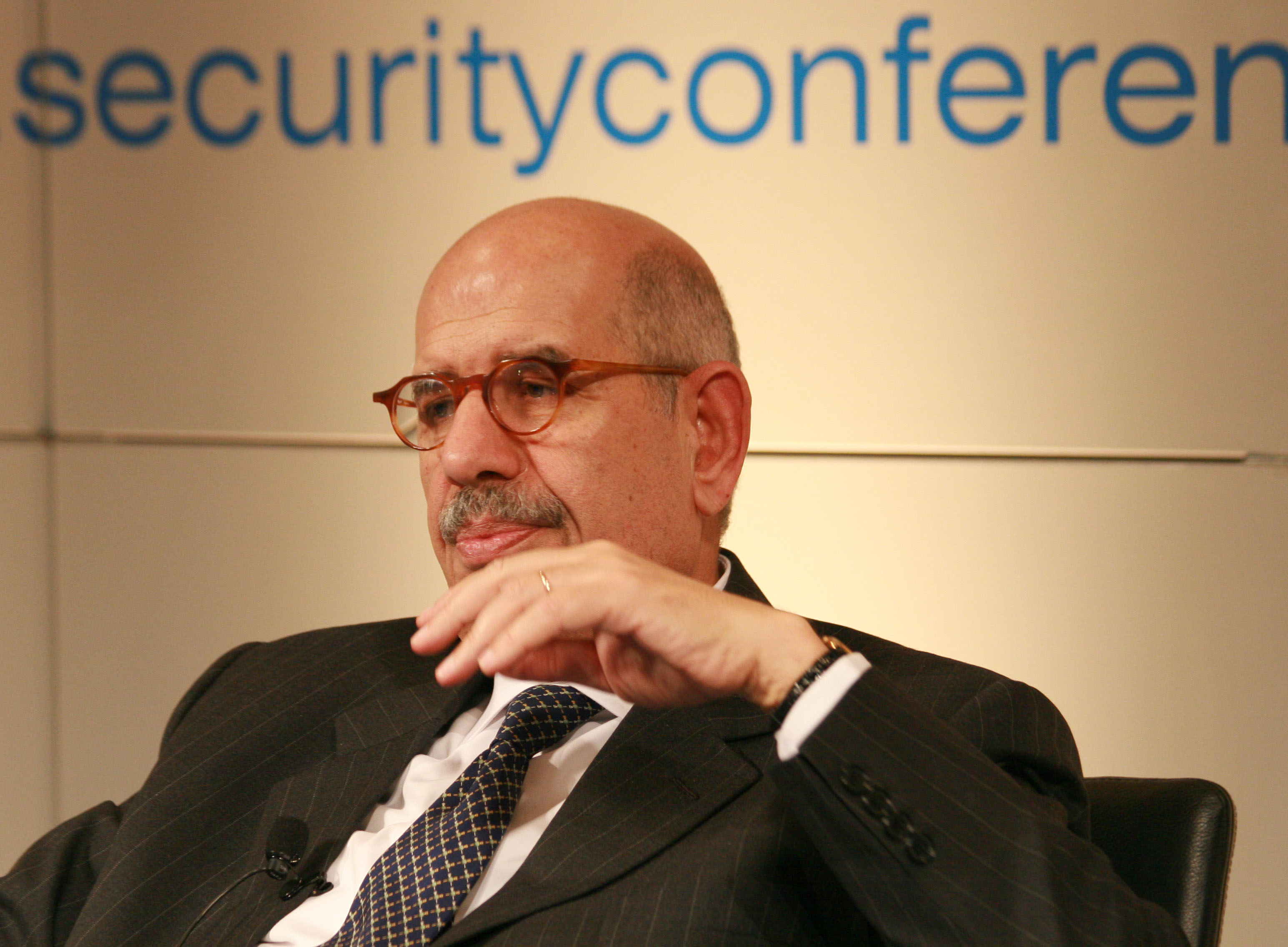
Mohamed el Baradei à Munich 2009

Le Parti de la Constitution (en arabe : حزب الدستور, Hizb al-Destouri) est un parti politique égyptien fondé par Mohamed el-Baradei, issu de la Révolution égyptienne de 2011.

## Description
Mohamed El Baradei, secrétaire général du Parti, explique : « Notre union fait la force et non pas seulement nos effectifs », tout en insistant que les fondateurs rêvent parti qui a 5 millions d'Égyptiens dans le collecteur parti centriste n'est pas en concurrence avec d'autres parties, mais le travail sur la réunion, a déclaré Mohamed El Baradei à la première réunion du parti fondateur de la Commission que l'idée n'est pas nouvelle, mais les circonstances actuelles imposées aux fondateurs se lancent dans une politique de construction générale répond aux rêves du peuple égyptien.

## Dirigeants
- Mohamed el-Baradei (ancien président de l'Agence internationale de l'énergie atomique).
- Ahmed Harara
- Mohamed Yousry Salama (ancien porte-parole du Parti Nour).
- George Isehak (ancien coordonnateur de Kifaya - Mouvement égyptien pour le changement - ce qui était le premier des mouvements de protestation qui ont émergé contre le régime de Moubarak et le slogan ne pas prolonger pas être héritée.).
- Mohamed Ghoneim (greffe de rein de premier plan dans le monde, rejoint par Mohamed El Baradei dans la mise en place de l'Assemblée nationale pour le changement, qui a soulevé la bannière de la lutte contre le président déchu Moubarak).